# Odyr
Odyr Bernardi, mais conhecido como Odyr (Pelotas, 1967), é um quadrinista e ilustrador brasileiro. Já publicou ilustrações em jornais e revistas como Folha de S. Paulo, O Globo, Le Monde Diplomatique Brasil, Público, Trip, entre outros. Também foi responsável pelas capas dos livros de Millôr Fernandes entre 2005 e 2008. Como quadrinista, participou das coletâneas Irmãos Grimm em Quadrinhos, Dias Negros (Argentina) e MSP 50. Seus primeiros romances gráficos foram Copacabana (Editora Desiderata, 2009), com roteiro de S. Lobo e Guadalupe (Quadrinhos na Cia, 2012), com roteiro de Angélica Freitas. Em 2018, lançou pela Companhia das Letras o livro A Revolução dos Bichos, adaptação em quadrinhos do romance homônimo de George Orwell. Este livro, primeira adaptação oficial de um livro do autor, foi também lançada na Itália, na Espanha e nos Estados Unidos. Por este trabalho, ganhou em 2019 o 31º Troféu HQ Mix na categoria "melhor adaptação para os quadrinhos".